# Notarius (geslacht)
Notarius is een geslacht van straalvinnige vissen uit de familie van christusvissen (Ariidae).

## Soorten
- Notarius armbrusteri Betancur-R. & Acero P., 2006
- Notarius biffi Betancur-R. & Acero P., 2004
- Notarius bonillai (Miles, 1945)
- Notarius cookei (Acero P. & Betancur-R., 2002)
- Notarius grandicassis Valenciennes, 1840
- Notarius insculptus (Jordan & Gilbert, 1883)
- Notarius kessleri (Steindachner, 1877)
- Notarius lentiginosus (Eigenmann & Eigenmann, 1888)
- Notarius neogranatensis (Acero P. & Betancur-R., 2002)
- Notarius osculus (Jordan & Gilbert, 1883)
- Notarius planiceps (Steindachner, 1877)
- Notarius stricticassis Valenciennes, 1840
- Notarius troschelii (Gill, 1863)